# Vietnam
Vietnam (vietnameză Việt Nam pronunțat [vîət nāːm] ⓘ), oficial Republica Socialistă Vietnam (vietnameză Cộng hòa xã hội chủ nghĩa Việt Nam), este cea mai estică țară din sud-estul Peninsulei Indochineze din Asia de Sud-Est. Cu o populație estimată de 95,5 milioane de locuitori din 2018, este a 15-a cea mai populată țară din lume. Vietnamul își împarte frontierele terestre cu China la nord, iar Laos și Cambodgia la vest. Își împarte frontierele maritime cu Thailanda prin Golful Thailandei, iar Filipine, Indonezia și Malaezia prin Marea Chinei de Sud. Orașul său capitală este Hanoi, în timp ce cel mai populat oraș este orașul Ho Chi Minh, cunoscut și după fostul său nume de Saigon.
Săpăturile arheologice indică faptul că Vietnamul a fost locuit încă din epoca paleoliticului. Națiunea vietnameză antică a fost anexată de China în secolul al II-lea î.Hr., ceea ce ulterior a făcut din Vietnam o diviziune a Chinei pentru mai bine de un mileniu. Prima monarhie independentă a apărut în secolul al X-lea d.Hr. Aceasta a deschis calea către dinastiile imperiale succesive, pe măsură ce națiunea s-a extins geografic spre sud, până când Peninsula Indochina a văzut colonizarea franceză la mijlocul secolului al XIX-lea. Vietnamul modern s-a născut după Proclamația Independenței față de Franța în 1945. În urma victoriei vietnamezilor împotriva francezilor în Primul Război din Indochina, încheiat în 1954, națiunea a fost împărțită în două state rivale: nordul comunist și sudul anticomunist. Conflictele s-au intensificat în războiul din Vietnam, care a cunoscut o intervenție extinsă a Statelor Unite în sprijinul Vietnamului de Sud și s-a încheiat cu victoria vietnamezilor din nord în 1975.
După ce Vietnamul de Nord și de Sud au fost reunificate sub un guvern socialist unitar în 1976, țara a fost izolată din punct de vedere economic și politic până în 1986, când Partidul Comunist a inițiat o serie de reforme economice și politice care au facilitat integrarea vietnameză în politica mondială și în economia globală. Ca urmare a reformelor de succes, Vietnamul s-a bucurat de o rată de creștere a PIB-ului ridicată, clasată în mod constant printre țările cu cea mai rapidă creștere din lume. Cu toate acestea, se confruntă cu provocări, inclusiv sărăcie, corupția și bunăstarea socială inadecvată. Până în 2010, Vietnamul a stabilit relații diplomatice cu 178 de țări. Este membru al unor organizații internaționale precum Organizația Națiunilor Unite (ONU), Asociația Națiunilor Asiatice de Sud-Est (ASEAN), forumul de Cooperarea Economică Asia-Pacific (APEC) și Organizația Mondială a Comerțului (OMC).

## Etimologie
Denumirea Việt Nam (pronunție în vietnameză [viə̀t naːm]) este o variație a Nam Việt (chineză: 南越; pinyin: Nányuè); nume care poate fi remarcat în dinastia Triệu din secolul al II-lea î.Hr.. Cuvântul Việt a provenit ca o formă scurtată de Bách Việt (chineză: 百越; pinyin: Bǎiyuè), numele unui grup de oameni care trăiau apoi în sudul Chinei și Vietnamului. Forma „Vietnam” (越南) este înregistrată pentru prima dată în poezia oraculară din secolul al XVI-lea Sấm Trạng Trình. Numele a fost găsit și pe 12 stele sculptate în secolele XVI și XVII, inclusiv una la Bao Lam Pagoda din Hải Phòng, care datează din 1558. În 1802, Nguyễn Phúc Ánh (care mai târziu va fi Împăratul Gia Long) a stabilit dinastia Nguyễn. În al doilea an al stăpânirii sale, el a cerut Împăratului Jiaqing din dinastia Qing să-i acorde titlul de „Rege al Nam Viet/Nanyue” (南越 în chineză) după ce a preluat puterea în Annam. Împăratul a refuzat, întrucât numele era legat de Nanyue lui Zhao Tuo, care includea regiunile Guangxi și Guangdong din sudul Chinei. Prin urmare, împăratul Qing a decis să numească zona „Viet Nam”. Între 1804 și 1813, numele Vietnam a fost folosit oficial de Împăratul Gia Long. A fost reînviat la început Secolul XX în History of the Loss of Vietnam de Phan Bội Châu și mai târziu de către Partidul Naționalist Vietnamez (VNQDĐ). Țara a fost numită de obicei Annam până în 1945, când atât guvernul imperial din Huế, cât și guvernul Việt Minh din Hanoi au adoptat Việt Nam.

## Istorie
În cca 200 î.Hr. s-a format un grup vietnamez distinct în regatul independent Nan viet, dar a fost anexat Chinei în secolul 1 î.Hr. Vietnamezii au fost sub continuă dominație chineză până în sec. 10 d.Hr. În sec. 19, francezii au ocupat statul. A devenit o țară unificată în 1976 după ce forțele armate ale părții comuniste de nord au ocupat sudul țării cu un an în urmă. În anii '50, comuniștii au luptat împotriva puterii coloniale a Franței, apoi împotriva Vietnamului de Sud sprijinit de SUA. În ultimele sale stadii conflictul vietnamez a atras atenția întregii lumi.

## Privire generală
Războiul din Vietnam împotriva americanilor a produs mari pierderi de vieți omenești de ambele părți, cruzime împotriva populației, distrugerea și contaminarea nediscriminată a unei mari părți din peisaj. Vizita în Vietnam a președintelui SUA Bill Clinton, în noiembrie 2000, a adus normalizarea relațiilor cu fostul inamic.
Vietnam a luptat să-și revină după unificare și a încercat de la începutul acestei perioade să-și organizeze economia bazată pe agricultură conform principiilor colectiviste. Elementele forțelor de piață și întreprinderile private au fost introduse la sfârșitul anilor 1980 și o bursă a fost deschisă în 2000. Investițiile străine au crescut, iar SUA este principalul partener comercial al Vietnamului, care a devenit membru în World Trade Organisation.
S-a micșorat decalajul nivelului de trai dintre orașe și sate. Liderii Partidului Comunist își fac griji că prea multă liberalizare economică va slăbi puterea lor și va introduce ideile decadente în societatea vietnameză.
Vietnamul a fost acuzat de reprimarea dezacordurilor politice și a libertății religioase.
|  |

## Politică
Articol principal: Politica Vietnamului

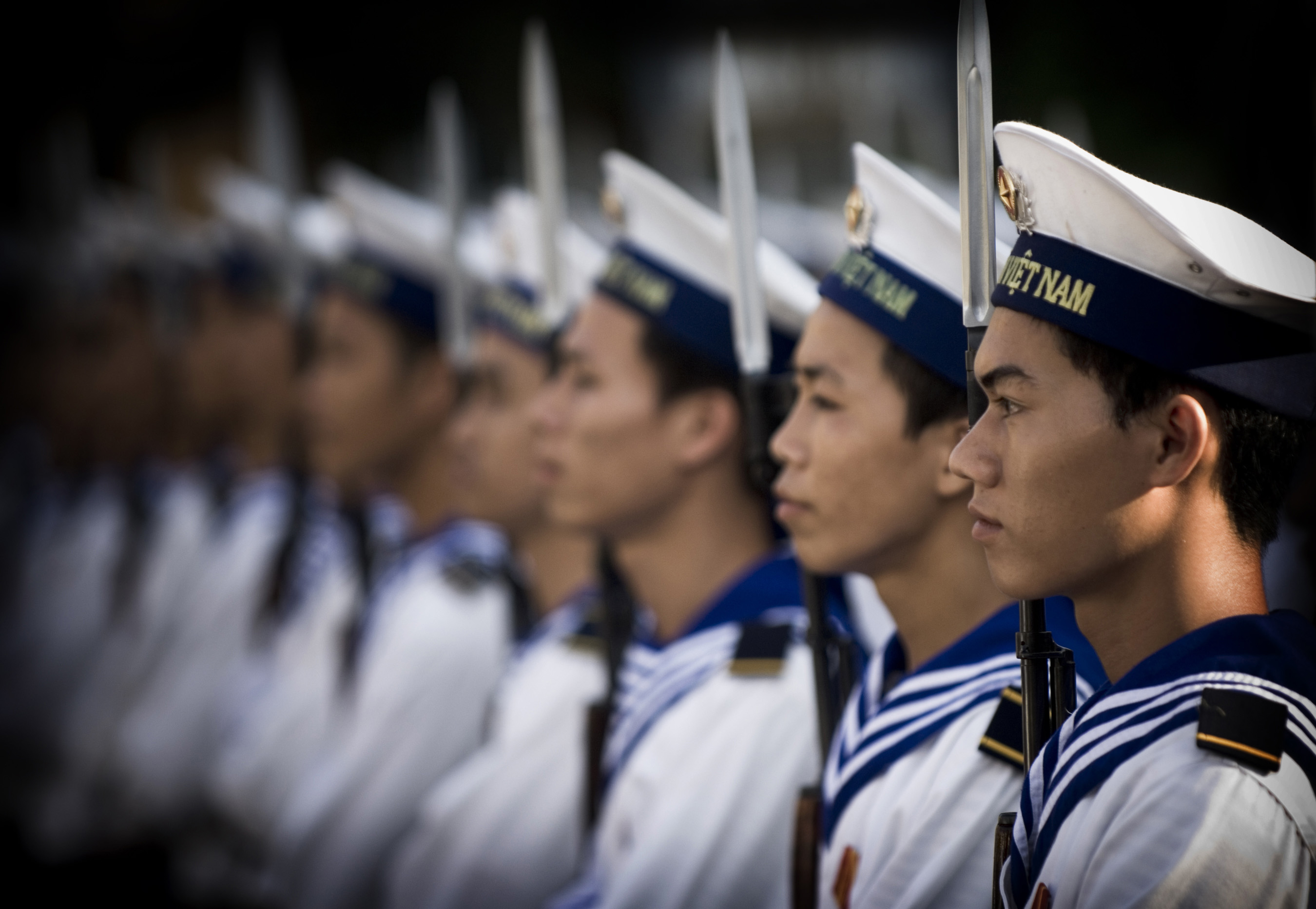
Soldații marinei vietnameze.

Parlamentul l-a confirmat pe Nguyen Minh Triet, liderul Partidului Comunist Ho Chi Minh City drept președinte în iunie 2006. Are o bună reputație în lupta împotriva corupției și este văzut ca un reformator economic.
Primul șef al statului, Tran Duc Luong, și-a semnat demisia împreună cu primul ministru și cu președintele National Assembly. Schimbarea puterii era așteptată.
Partidul Comunist deține puterea reală în Vietnam. În aprilie 2006 l-au reintegrat pe Nong Duc Manh în postul de secretar general. Manh, care este văzut drept un modernizator, a îndemnat Vietnamul să accelereze reformele economice și să atace birocrația și corupția înrădăcinată. Spune că vrea să ridice lumea din sărăcie și foame și să schimbe Vietnamul într-o țară dezvoltată și industrializată. Conducerea Partidului Comunist recomandă candidați pentru postul de președinte și prim-ministru.

## Provincii
Articol principal: Provinciile Vietnamului

## Geografie

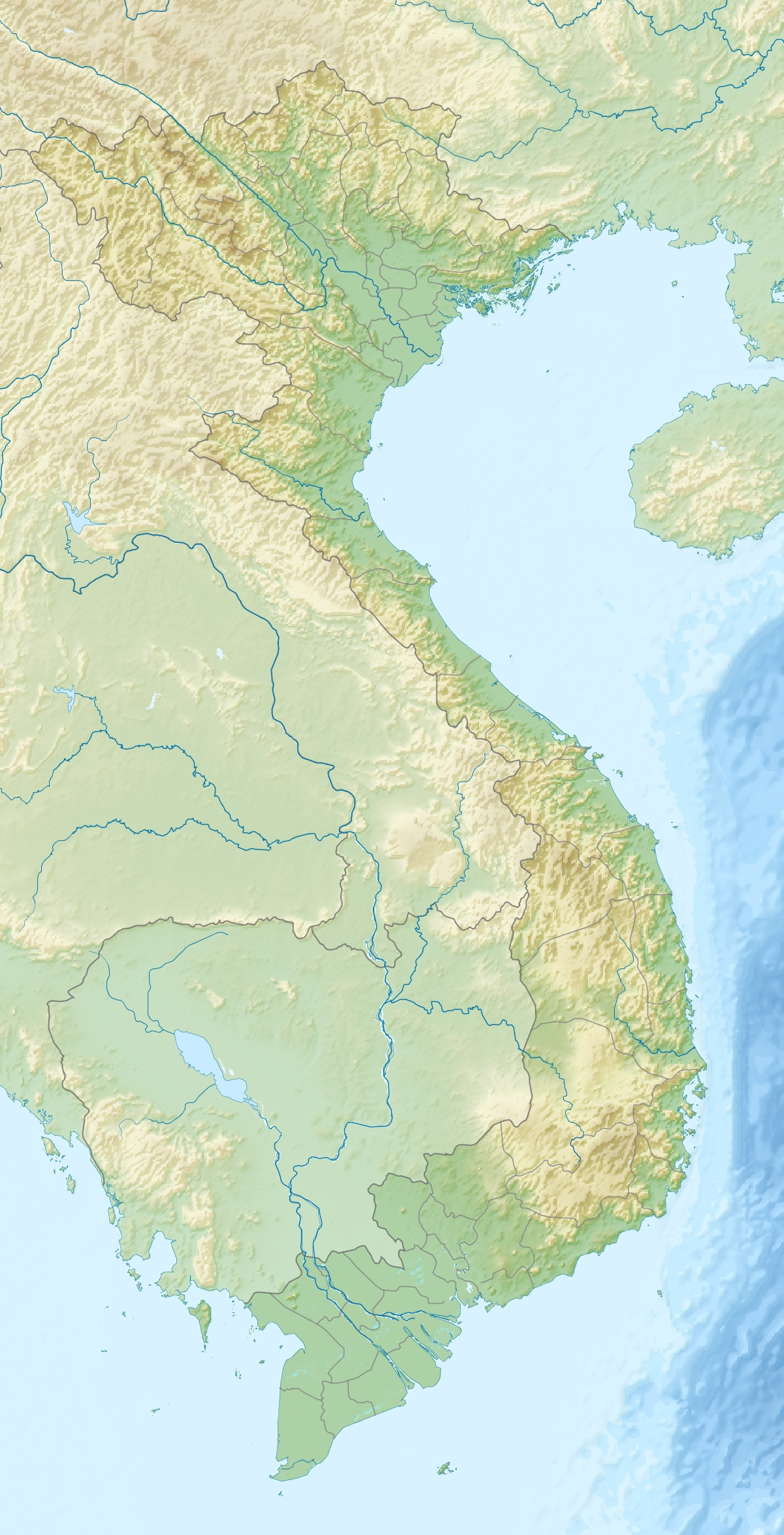
Harta fizică a Vietnamului

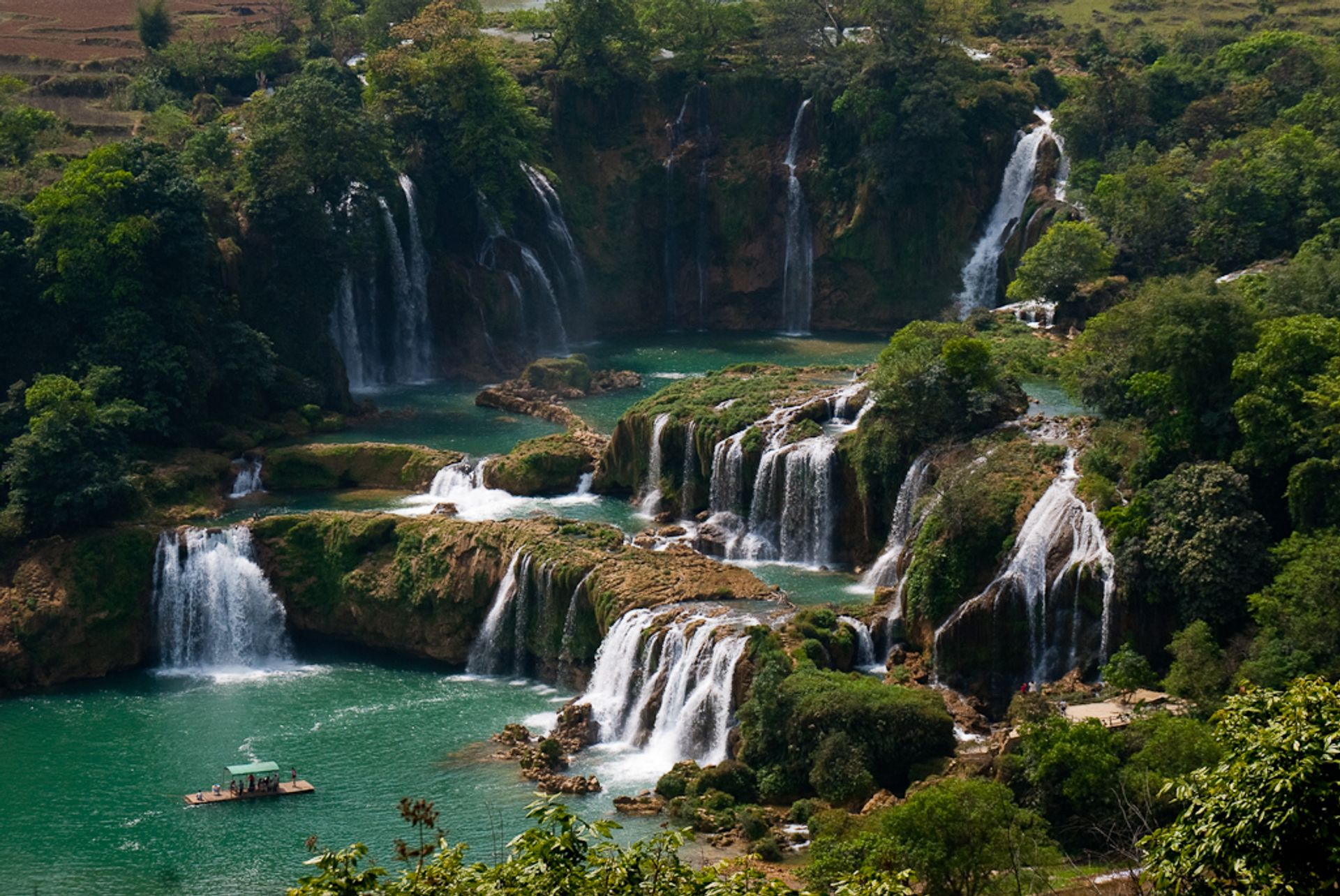
Cascada Ban Gioc - Detian.

Vietnam are cca 1.650 km lungime și o lățime ce variază între 56 km și 550 km. N Vietnamului este muntos, aici aflându-se Fan-si-pan, cel mai înalt vârf al acestei țări(3.147 m). Fluviul Roșu este principala apă curgătoare. În S Vietnamului se află delta fluviului Mekong. Între deltele celor 2 fluvii se găsește o câmpie joasă. Zona împădurită numită Cordiliera Annamului acoperă partea de V și centrul Vietnamului, reprezentând 2 treimi din suprafața totală a țării.

### Climă

Harta climei din Vietnam

Vietnamul de Nord are un climat subtropical, în timp ce regiunile Central și Sud au climat tropical. Vietnam este situat în întregime în zona tropicală cuprinsă între Ecuator și Tropicul Racului. Variațiile de temperatură sunt nesemnificative de la un sezon la altul sau de la o altitudine la alta dar o dată cu schimbarea sezonului se observă variații ale cantității de precipitații. În nord, sezonul ploios ține de la mijlocul lui aprilie până la mijlocul lui octombrie. În Hanoi, precipitațiile ating, în medie, 1.720 mm anual iar în munți depășesc uneori 4.060 mm. Temperaturile zilnice fluctuează considerabil în zona deltei Fluviului Roșu, în special în timpul sezonului uscat când temperatura poate scădea până la 5°C în Hanoi. În timpul sezonului ploios, temperatura medie în Hanoi este de 30°C. Zona sudică are un climat mai tropical. Temperaturile în Ho Chi Minh variază între 18°C și 33°C tot anul. Temperaturile din zonele muntoase centrale sunt ceva mai scăzute, variind de la o minimă de 17°C iarna la 20°C vara. Precipitațiile ating în medie, în jur de 2.000 mm pe an, în zonele depresionare. Sezonul taifunurilor ține din iunie până în noiembrie și pot afecta serios culturile și duc la pierderea de vieți omenești.

### Relief
Este în mare parte, accidentat. Munții au luat naștere în orogeneze foarte vechi, fiind intens peneplenizați iar existența rocilor vulcanice în substrat arată o fracturare și compartimentare intensă. În partea nordică se întâlnesc platouri și culmi montane dominate de culmea Fan Și Pan(3.144 m). Apar o serie de depresiuni intramontane, cea mai mare fiind Dien Bien Phu. Regiunea montană din partea central-sudică se numește Cordiliera Annamită. La vest de Song Da, pe direcția nord-sud, se disting podișuri alcătuite din bazalte și fragmentate de râuri tributare Mekongului. Platourile din sudul țării se prezintă abrupte spre est(țărmul Mării de Est) și largi spre vest(spre bazinul inferior al Mekongului). Cea mai mare unitate de câmpie este Câmpia Fluviului Roșu, drenată de fluviul omonim, cu formă triunghiulară, poziționată în regiunea golfului Bac Bo. De la nord la sud, țărmul este însoțit de o câmpie litorală îngustă(20-50 km). În sudul extrem se disting câmpia și delta Mekongului(5-8 m altitudine).

### Apele
Vietnamul dispune de o bogată rețea hidrografică, principalele cursuri fiind Mekong, în lungime totală de 4.475 km(cel mai mare din Indochina). Prin aluviunile aduse(cca. 2 km3/an) delta înaintează cu peste 75 m/an. Hong Ha(Fluviul Roșu) are o lungime de peste 1.180 km și se numește așa datorită materialului roșcat transportat, în contrast cu cel mai mare afluent al său(795 km) numit Song Da(Râul Negru). Pe stânga, cel mai mare afluent este Song La(Râul Limpede). Fluviul formează o deltă de cca. 15.000 km2 prin care se varsă în Golful Tonkin. 

### Flora și fauna
Există păduri tropicale ce alternează cu suprafețe întinse de păduri musonice. La altitudini mai mari din extremitatea nord-vestică întâlnim păduri de pin. Pășunile tropicale sunt larg răspândite. Pădurile de mangrove cresc pe alocuri în delta Fluviului Mekong. În sud-vest găsim zone întinse de savană. 
Fauna include căprioare și bivoli sălbatici în mai multe zone muntoase. Găsim aici multe specii de păsări tropicale și insecte.

### Resurse naturale
Fosfați, cărbune, mangan, bauxită, crom, potențial hidroenergetic.

### Calamități naturale
Ocazional taifunuri(între mai și ianuarie) cu mari inundații în special în delta Mekongului.

### Aspecte ale mediului înconjurător
Tăierile și incendierile intenționate(pentru obținerea de terenuri urbane sau agricole) au contribuit la degradarea și eroziunea solului. Poluarea apei și pescuitul excesiv amenință populațiile marine. Contaminarea pânzelor freatice limitează apa potabilă disponibilă. Industrializarea și urbanizarea crescânde din jurul capitalei degradează mediul înconjurător.

## Economie

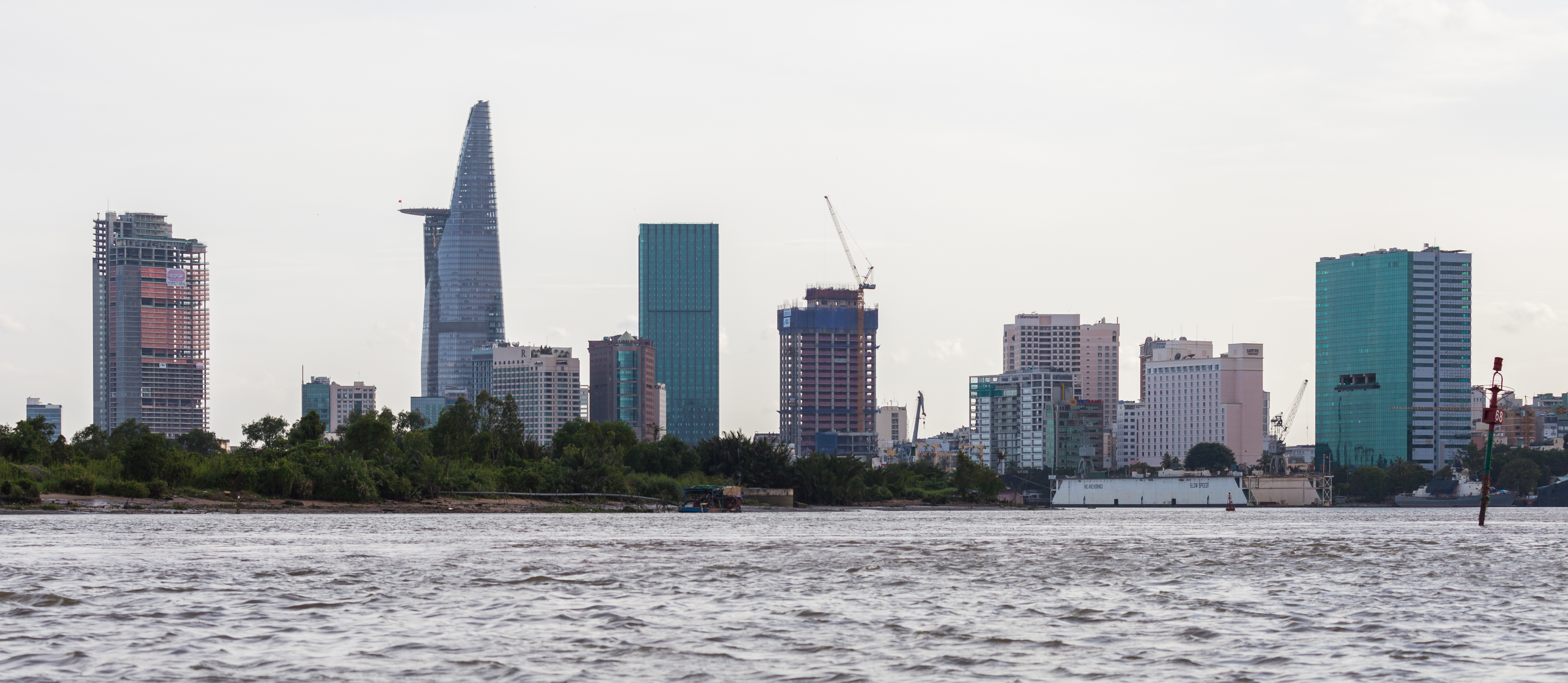
Ho Chi Minh sau fostul Saigon.

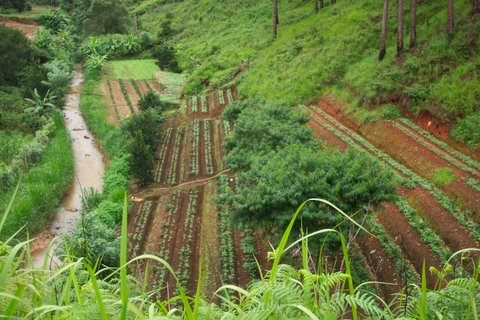
Plantații de cafea în Vietnam.

Nordul statului este bogat în resurse minerale, în special antracit și fosfați. Pe coasta de S există câteva resurse de petrol.
Se cultivă orez, banane, trestie de zahăr, cafea și ceai.
Guvernul a adoptat câteva reforme capitaliste pentru economie. Cele mai importante industrii sunt: alimentară, pescuitul, metalurgică și fosfații.
Este o țară în dezvoltare, care în ultimi 30 de ani a trebuit să se refacă după daunele provocate de războiul cu SUA și în urma lipsei de suport economic din partea fostei Uniuni Sovietice. Un progres substanțial a fost atins în perioada 1986-1997 când s-au aplicat reforme menite să reducă slaba dezvoltare și să combată sărăcia cumplită a locuitorilor. Criza asiatică din 1997 a pus în lumină probleme economice vietnameze. Între 2000 și 2005, creșterea economică a fost în medie de 7% pe an. Din 2001, autoritățile vietnameze și-au reafirmat disponibilitatea de a înfăptui liberalizarea economică și integrarea internațională. Semnarea acordului de cooperare economică cu SUA a dus la o dublare a exporturilor vietnameze către SUA. În 2005, Vietnam a devenit membru al OMC. Venitul pe cap de locuitor este de 3000$(de la 700$ în anii '70). Sectorul agricol produce orez, pește, fructe, bumbac, cauciuc, ceai, piper, soia, zahăr, banane, carne(de pui). Industria și serviciile oferă preparate și semipreparate alimentare, încălțăminte, ornamente, mașini de construcții, ciment, îngrășăminte, sticlă, anvelope, cărbune, oțel, hârtie, electronice și electrotehnice, facilități de comerț, de depozitare mărfuri, de transporturi și de tip bancar.
Sectoare economice: agricultură: 20,1% ; industrie: 41,8% ; serivicii: 38,1%.
Forța de muncă: 45 de milioane de oameni.
Rata șomajului: 2%.
Produse exportate: petrol brut, produse marine, orez, cafea, cauciuc, ceai, îmbrăcăminte, electronice.

## Demografie

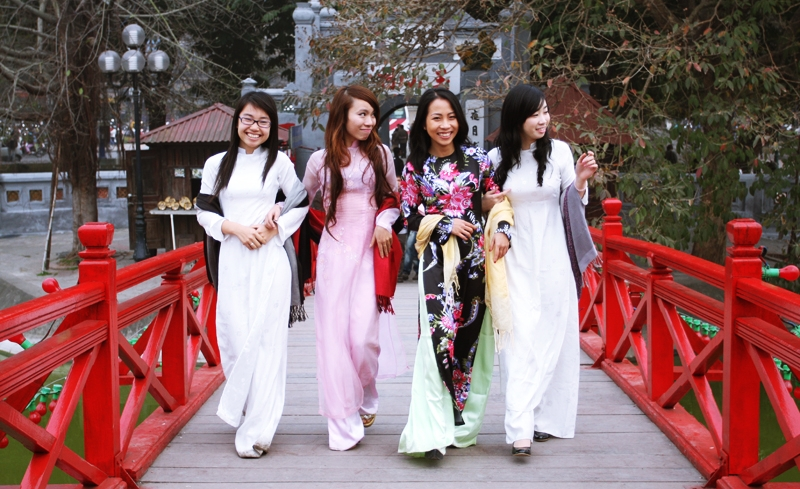
Tinere vietnameze îmbrăcate în costume tradiționale.

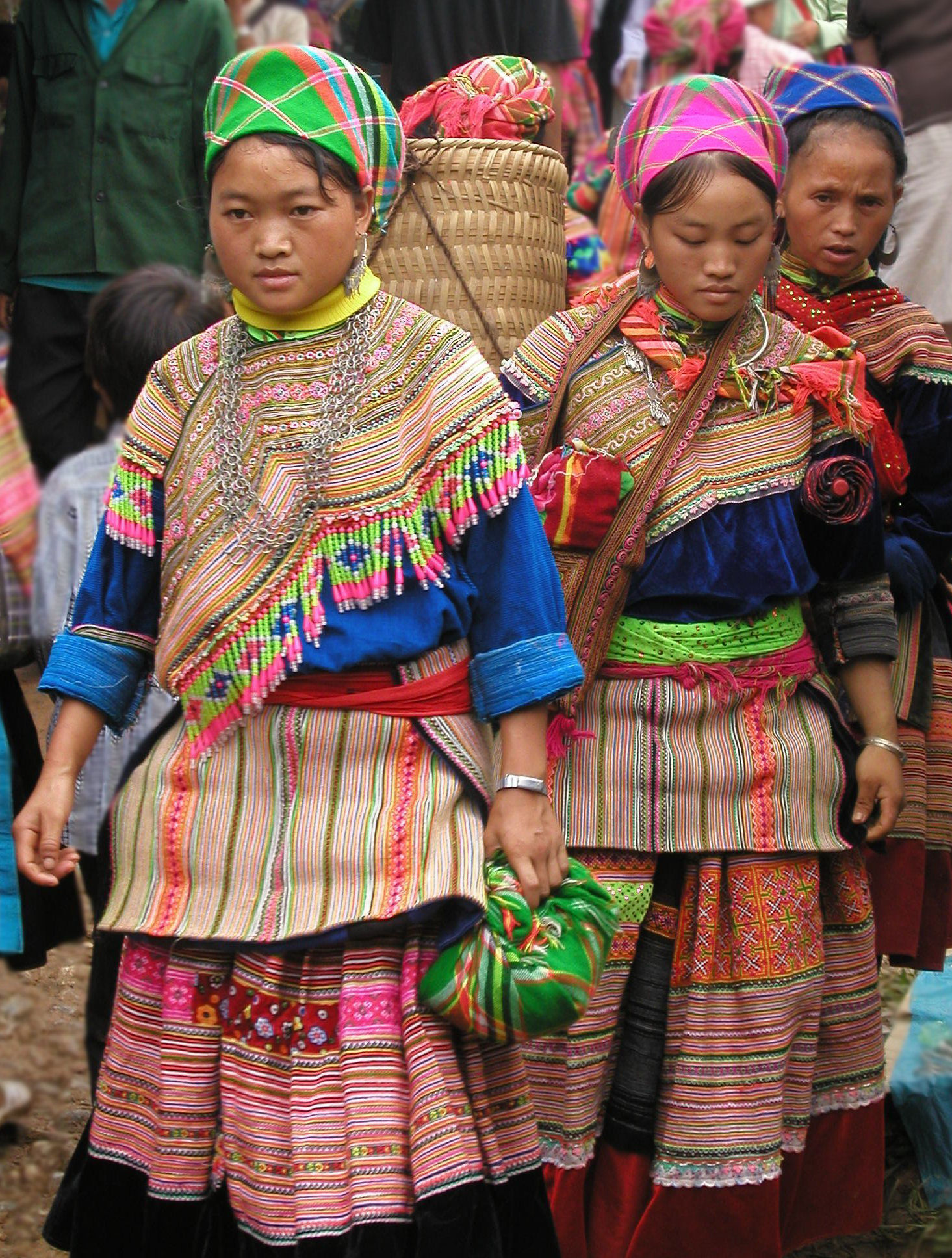
Femei din etnia Hmong.

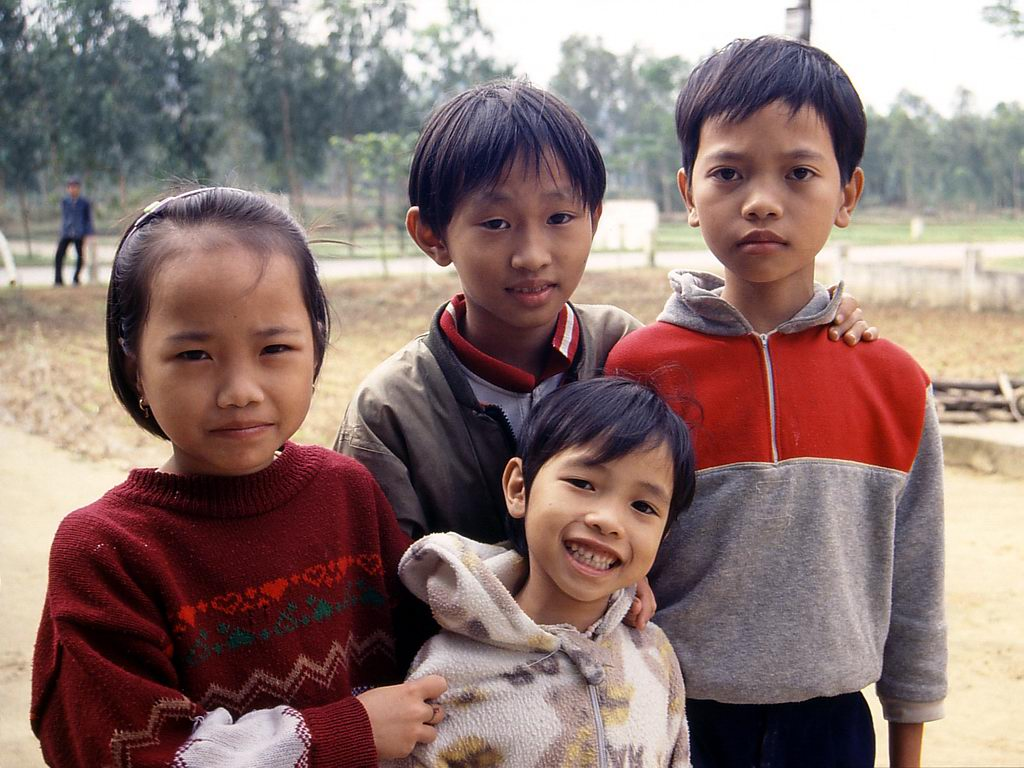
Copii vietnamezi.

Aproape 90% din populație este vietnameză; minoritățile cuprind chinezi, hmong, thailandezi, khmeri și chan. Populația țării este de 91.600.000 loc..
Limba oficială este vietnameza. Alte limbi sunt: franceza, engleza, chineza, khmera.
Religii: budism, daoism, confucianism, creștinism, islam, Hoa Hao și Cao Dai.
Rata natalității: 16,26‰
Rata mortalității: 6,22‰
Rata fertilității: 1,8 copii născuți/femeie
Acces la internet: 130 locuitori/mie.
Acces la internet: 43.90% sau 40,597,779.
Alfabetizare: 94.5%

## Transporturi și comunicații
Total lungime șosele/drumuri: 222.179 km
Aeroporturi: 32
Acces la internet: 43.90% sau 40,597,779.
Codul de internet al țării: .vn

## Cultură

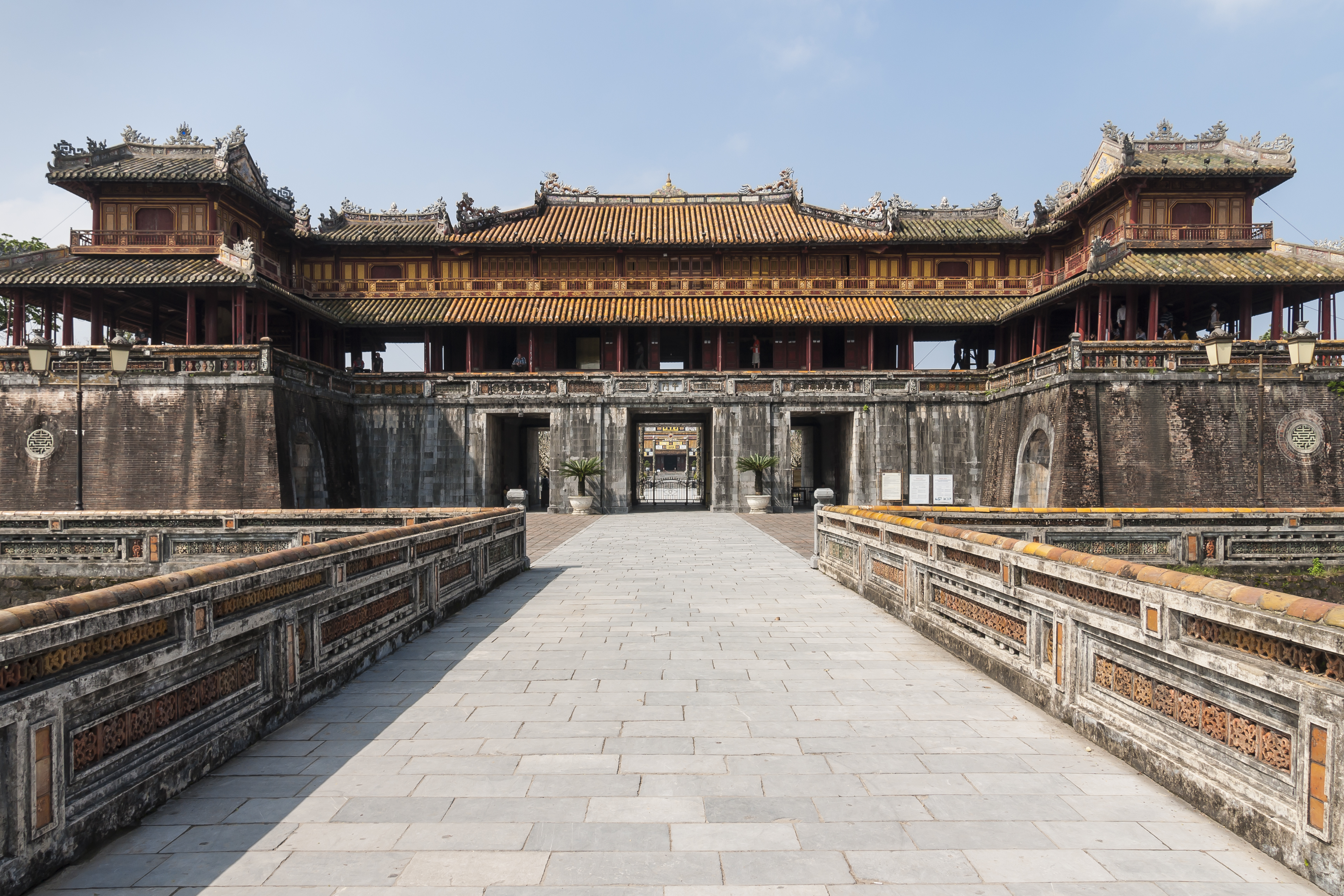
Palatul imperial din Huế

### Patrimoniu
Între 1993-2011 pe lista patrimoniului mondial UNESCO au fost incluse 7 obiective culturale sau naturale din Vietnam.